# Ophiocamax
Ophiocamax is een geslacht van slangsterren uit de familie Ophiacanthidae. De wetenschappelijke naam van het geslacht werd in 1878 voorgesteld door Theodore Lyman. Hij plaatste als enige soort Ophiocamax vitrea in het geslacht, die daarmee automatisch de typesoort werd.

## Soorten
- Ophiocamax applicatus Koehler, 1922
- Ophiocamax austera Verrill, 1899
- Ophiocamax brevicetra Baker, 1974
- Ophiocamax dominans Koehler, 1906
- Ophiocamax dorotheae Thuy, 2013 †
- Ophiocamax drygalskii Hertz, 1927
- Ophiocamax fasciculata Lyman, 1883
- Ophiocamax gigas Koehler, 1900
- Ophiocamax hystrix Lyman, 1878
- Ophiocamax nominata (Koehler, 1930)
- Ophiocamax patersoni Martynov & Litvinova, 2008
- Ophiocamax ventosa Jagt et al., 2014 †
- Ophiocamax vitrea Lyman, 1878